# نورياكي فوجيموتو
نورياكي فوجيموتو (باليابانية: 藤本 憲明) (19 أغسطس 1989 في أوساكا في اليابان – )؛ هو لاعب كرة قدم ياباني سابق كان يلعب كمهاجم.

## وصلات خارجية
- نورياكي فوجيموتو على موقع رابطة كرة القدم اليابانية للمحترفين (اليابانية)
- نورياكي فوجيموتو على موقع قاعدة بيانات كرة القدم.إي يو (الإنجليزية)
- نورياكي فوجيموتو على موقع Soccerway.com (الإنجليزية)
- نورياكي فوجيموتو على موقع عالم كرة القدم.نت (الإنجليزية)